# 푸란 폴리
푸란 폴리(마라티어: पुरणपोळी, 텔루구어: బొబ్బట్టు, 칸나다어: ಹೋಳಿಗೆ, 코카니어: पुरणपोळी, 구자라트어: વેડમી, 타밀어: போளி)는 인도의 마하라슈트라주, 안드라프라데시주, 텔랑가나주, 카르나타카주, 구자라트주, 타밀나두주, 그리고 고아주에서 유명한 단맛의 납작빵이다.

## 종류
푸란 폴리의 맛과 만드는 방법은 지역에 따라 다르다. 일부 지방에서는 갈은 코코넛이 재료로 들어가기도 하며, 재거리나 설탕이 푸란 폴리를 달게 하기 위해 들어갈 때도 있다.

### 볼리
볼리는 타밀나두주 지방의 푸란 폴리를 부르는 용어이다. 타밀나두 주 이외에도 많은 남인도 지방에서 볼리를 볼 수 있다. 색깔은 금색이며 단맛이 나는 팬케이크에 속한다. 볼리를 먹을 때는 주로 키르나 사드야와 함께 먹는다. 때때로 코코넛이나 갈색설탕과 함께 제공되는 것도 볼 수 있다. 볼리는 특히 타밀나두 주와 케랄라 주에서 유명하다.
볼리는 대부분 점심 후에 제공되며 저녁 간식으로 먹는 경우도 허다하다. 볼리의 생김새는 납작한 차파티와 닮았으며 색은 금색에서 노란색 사이의 색조를 띤다. 기차 안에서 볼리를 파는 상인들도 많다.
많은 종류의 볼리가 데칸고원에서 볼 수 있다.

### 마하라슈트라 푸란 폴리
푸란 폴리는 기본적인 마하라슈트라주 지방의 식사이다. 일반적인 때에는 거의 먹지 않으며, 중요한 행사나 유명한 축제가 열리는 기간에 주로 먹는다. 속에 들어가는 소가 "푸란"이라고 불리며 바깥쪽의 빵 부분은 "폴리"로 불린다. 푸란은 벵골콩에 색상을 위한 약간의 울금을 넣어 만든다. 콩이 부드러운 질감으로 조리되면 그 과정에서 생긴 국물은 다른 용기에 담아둔다. 벵골콩은 재거리를 추가한 뒤 부드러워질 때까지 조리된다. 폴리 부분은 정제된 보통 밀가루에 우유와 기로 불리는 조금의 버터를 섞어 만들어진다. 푸란과 폴리의 양은 보통 같으며 푸란과 폴리를 모두 만든 뒤에는 푸란 반죽 위에 폴리를 올려놓고 싼 뒤 밀방망이로 빵을 납작하게 만다.

## 재료
- 벵골콩 300 g
- 재거리나 설탕 300g
- 카다멈 가루와 육두구 가루 1숫가락
- 밀가루 150g
- 기 (버터의 일종)
- 따뜻한 물

## 같이 보기
- 돌 푸리
- 납작빵